# Григор'єв Володимир Миколайович
Володимир Миколайович Григор'єв (нар. 18 серпня 1938, Миколаїв, УРСР, СРСР — пом. 14 лютого 2017, Санкт-Петербург, Російська Федерація) — радянський і російський кінорежисер, сценарист і продюсер.

## Біографія
У 1960 році закінчив факультет журналістики МДУ, в 1964 році — Вищі сценарні курси при Держкіно СРСР. Працював у пресі, на телебаченні. У 1964—1965 роках обіймав посаду літературного працівника газети «Комсомольска правда».
З 1965 року по 2017 рік був режисером кіностудії «Ленфільм». У 1967 році закінчив Вищі режисерські курси при кіностудії «Ленфільм», майстер — Григорій Козінцев.
З 1991 року по 2017 рік викладав в ЛДІТМіК (нині Російський державний інститут сценічних мистецтв) на кафедрі режисури кіно і телебачення. З 1993 року по 2017 рік вів власний курс. Серед його випускників Олександр Расторгуєв та Ілля Тилькін.

## Родина
Був одружений з актрисою Аліною Вільховою, мав двох дітей (син і дочка).

## Фільмографія

#### Режисер-постановник
1. 1969 — Рокіровка в довший бік
2. 1974 — Останній день зими
3. 1977 — Стрибок з даху
4. 1980 — Пізні побачення
5. 1982 — З тих пір, як ми разом
6. 1988 — Політ птаха

#### Сценарист
1. 1968 — Моабітський зошит  (разом з Едгаром Дубровським, Сергієм Потепаловим) (Режисер-постановник: Леонід Квініхідзе)
2. 1969 — Рокіровка в довший бік  (Режисер-постановник: Володимир Григор'єв)
3. 1974 — Останній день зими  (Режисер-постановник: Володимир Григор'єв)
4. 1978 — Будьте напоготові, Ваша високосте!  (Режисер-постановник: Володимир Попков)
5. 1988 — Політ птаха  (Режисер-постановник: Володимир Григор'єв)

#### Продюсер
1. 1998 — Горяча точка  (Режисер-постановник: Іван Соловов)
2. 2001 — Святий і грішний (разом з Борисом Зосімовим, Олександром Криловим) (Режисер-постановник: Іван Соловов)
3. 2002 — Олігарх  (разом з Сергієм Сельяновим, Катрін Дюссар, Галиною Семенцевою) (Режисер-постановник: Павлом Лунгіним)